# Rivas, Loire
Rivas este o comună în departamentul Loire din sud-estul Franței. În 2009 avea o populație de 514 de locuitori.

## Evoluția populației
| An        | 1975 | 1982 | 1990 | 1999 | 2006 | 2009 |
| --------- | ---- | ---- | ---- | ---- | ---- | ---- |
| Populație | 177  | 212  | 397  | 406  | 490  | 514  |